# T Trianguli
T Trianguli är en pulserande variabel av Mira Ceti-typ (M) i stjärnbilden Triangeln.
Stjärnan varierar mellan visuell magnitud +10 och ljussvagare än 14,0 med en period av 324 dygn.